# Karel Bořivoj Presl
Karel Bořivoj Presl, född 17 februari 1794 i Prag, död där 2 oktober 1852, var en tjeckisk botaniker. Han var bror till Jan Svatopluk Presl.
I litteraturen förekommer många alternativa stavningar: Boriwag, Bořivoj, Boriwog, Carel, Carl, Carolus, Karl. Därav även två stavningar på auktornamnen, som i detta fall alltså avser samma person.
Presl blev medicine doktor 1818, kustos för Böhmiska museets naturhistoriska samlingar 1822 och föreläsare i allmän naturhistoria och teknologi vid högskolan i Prag 1832. Hans huvudsakligaste forskning ägnades växtsystematik. Efter en längre resa i Italien 1817 skrev han Gramineæ siculæ (1818), Cyperaceæ et Gramineæ siculæ (1820) och bearbetade därefter Thaddäus Haenkes från Sydamerika hemsända växtsamlingar i det stora verket Reliquiæ Hænkeanæ (1830-36, 120 tavlor). Han utgav vidare Flora sicula (1826), Symbolæ botanicæ (1-2, 1832-33), Tentamen Pteridographiæ (1836), ett uppseendeväckande arbete, i vilket han beskrev flera tusen ormbunkar och konsekvent använde nervaturen till kännemärken, samt Hymenophyllaceæ (1843).
Auktorsnamnet C.Presl kan användas för Karel Bořivoj Presl i samband med ett vetenskapligt namn inom botaniken; se Wikipediaartiklar som länkar till auktorsnamnet.
Auktorsnamnet K.Presl kan användas för Karel Bořivoj Presl i samband med ett vetenskapligt namn inom botaniken; se Wikipediaartiklar som länkar till auktorsnamnet.